# Красная Горка (Володарский район)
Кра́сная Го́рка — посёлок (до 2014 года посёлок городского типа) в Володарском районе Нижегородской области России.

## География
Расположен в 57 км к западу от Нижнего Новгорода, в 9 км к западу от районного центра — города Володарска.
Остановочный пункт Горбатовка на участке Москва — Нижний Новгород современного направления Транссиба.

## История
В 1890 году на станции Горбатовка в имении Боглевских была построена домовая церковь в честь святого великомученика Пантелеимона. В 1894 году воздвигли новый придел во имя Всех Святых. 23 июня 1897 года церковь была освящена.
Статус посёлка городского типа с 1942 года по 2014 год. Название Красная Горка посёлку дала русская деревенька, лежавшая в двадцати километрах от Дзержинска. Посёлок объединял восемь населённых пунктов: 1) Красная Горка; 2) Щелканово; 3) Охлопково; 4) Голышево; 5) Чернуха; 6) Дубки; 7) Старая Сейма; 8) посёлок Пролетарский.
Запуск железнодорожного транспорта (Горбатовка) привёл Якова Емельяновича, сына Емельяна Григорьевича Башкирова, к строительству дач. Именно на бывших дачах купца Башкирова в мае 1922 года был открыт первый в Нижегородской губернии дом отдыха «Пролетарская революция», а в 1929 году основан санаторий «Горбатовский».

### Туберкулёзный санаторий «Горбатовский»

#### Эвакуационный госпиталь № 2860
Эвакуационный госпиталь № 2860 (станция Горбатовка Горьковской железной дороги) открыт на базе туберкулёзного санатория ВЦСПС — 17 июля 1941 года. Первые раненые в госпиталь прибыли 29 июля того же года.
С 29 июля 1941 года по 30 июня 1945 года включительно в госпиталь поступило 2780 человек, из них 504 человека (18 %) умерли.

##### Иностранные подданные
По данным универсальной формы отчёта эвакуационных госпиталей № 11 ОВВ «Сведения о движении раненых и больных в эвакогоспитале № 2860 за 4 года Отечественной войны с 29 июля 1941 года по 1 июля 1945 года» от 6 июля 1945 года, по состоянию на 1 июля 1945 года из войск союзников в эвакуационный госпиталь № 2860 поступило 7 человек, 3 из них умерли.
По данным Акта обследования эвакогоспиталя № 2860 8—9 октября 1945 года, подписанного начальником управления госпиталями Радайковичем, старшим инспектором центрального управления Таубером, главным хирургом Цимхесом, главным инженером Лалетиным и начальником госпиталя Михалевым 8—9 октября 1945, «из числа костных больных»  пять человек иностранных подданных (Табл. 1) подлежат выписке, но задерживаются из-за отсутствия разрешения на выезд.
| Подданство иностранных больных | Количество | Примечание       |
| ------------------------------ | ---------- | ---------------- |
| Англия                         | 2          |                  |
| Италия                         | 2          |                  |
| Германия                       | 1          | Этнический еврей |

###### Французы
Особое внимание местные жители уделяют сохранению памяти  о французских солдатах, которые умерли в эвакуационном госпитале № 2860 и похоронены на Братском кладбище в Голышево.
В первоисточники (картотеки ранений, книгу погребения) основная информация о поступивших французах была записана людьми вероятно слабо владеющими иностранными языками, поэтому имена и названия городов искажены. В Табл. 2 приведена информация так, как она записана в документах. 
|                         | Жоанес Бертулят                              | Жоанес Бертулят | Жоанес Бертулят               | Ришар Валер-Бразнер                                           | Ришар Валер-Бразнер   | Ришар Валер-Бразнер   | Реймонд Буйсон     | Реймонд Буйсон                                                                      | Реймонд Буйсон   | Реймонд Буйсон              | Эдмонд Дютарт                                      | Эдмонд Дютарт                                                                    | Эдмонд Дютарт | Эдмонд Дютарт             |
| ----------------------- | -------------------------------------------- | --------------- | ----------------------------- | ------------------------------------------------------------- | --------------------- | --------------------- | ------------------ | ----------------------------------------------------------------------------------- | ---------------- | --------------------------- | -------------------------------------------------- | -------------------------------------------------------------------------------- | ------------- | ------------------------- |
| Личная информация       | 1945г                                        | 1992г           | 2005г                         | 1945г                                                         | 1992г                 | 2005г                 | 1945г              | 1945г                                                                               | 1992г            | 2005г                       | 1945г                                              | 1945г                                                                            | 1992г         | 2005г                     |
| Имя                     | Бертулят Иваше                               | Бермулят Иванэс | Бертулят Иванэс               | Валер-Бразнер Рихард                                          | Валер-Бразиер Рихардт | Валер-Бразиер Рихардт | Реймонд Буйсон     | Реймонд Буйсон                                                                      | Реймод Буйсон    | Реймонд Буйсон              | Эдмунд Дютартр                                     | Эдмунд Дютарт                                                                    | Эдмунд Дютарт | Эдмунд Дютарт             |
| Год рождения            | 1911                                         | 1911            | 1911                          | 1913                                                          | 1913                  | 1913                  | 1904               | 1904                                                                                | 1904             | 1904                        | 1915                                               | 1915                                                                             | 1915          | 1915                      |
| Место рождения          | Франция, округ Леуэр, г. Шавэнэ, ул. Шумаков | —               | г.Шавене, Франция             | Франция                                                       | —                     | —                     | Франция, г. Конш   | Франция                                                                             | Франция, г. Конш | г. Коит, Нормандия, Франция | Франция, департамент Индро, г. Вильгию, ул. Деларэ | Франция                                                                          | —             | Франция, г. Вильтер       |
| Кем призван             | —                                            | —               | —                             | —                                                             | —                     | —                     | Франция, Нормандия | —                                                                                   | —                | —                           | Франция, Парижский РВП                             | —                                                                                | —             | —                         |
| Воинское звание         | мл. сержант французской армии                | мл. сержант     | мл. сержант французской армии | —                                                             | —                     | рядовой               | рядовой            | рядовой                                                                             | —                | рядовой                     | солдат                                             | рядовой                                                                          | —             | рядовой французской армии |
| Дата поступления в ЭГ   | —                                            | —               | —                             | —                                                             | —                     | —                     | —                  | —                                                                                   | —                | —                           | 07.03.1945                                         | —                                                                                | —             | —                         |
| Из какой части поступил | —                                            | —               | —                             | —                                                             | —                     | —                     | из немецкого плена | —                                                                                   | —                | —                           | 404 зенитно-артиллерийский полк французской армии  | —                                                                                | —             | —                         |
| Причина поступления     | —                                            | —               | —                             | —                                                             | —                     | —                     | болен              | —                                                                                   | —                | —                           | Поражён болезнью                                   | —                                                                                | —             | —                         |
| Дата смерти             | 27.09.1945                                   | 27.09.1945      | 27.10.1945                    | 7.05.1945                                                     | 7.05.1945             | 7.05.1945             | 26.04.1945         | 26.04.1945                                                                          | 26.05.1945       | 26.05.1945                  | 30.04.1945                                         | 30.04.1945                                                                       | 30.04.1945    | 30.04.1942                |
| Контактное лицо         | отец (Жак Бертулят)                          | —               | —                             | жена (Мариэтта Валер-Бразнер; Франция, г. Жук, ул. Пьер Мури) | —                     | —                     | —                  | Жена (Франция, город Конш, ул. Сент-Етьен, дом 54. Буйсон Мадолина или Буйсон Мадо) | —                | —                           | —                                                  | Вероятно, жена (Франция, департамент Индро-Вильгию, ул. Деррэ. Маргарита Дютарт) | —             | —                         |

##### Вместимость эвакуационного госпиталя № 2860
29 июля 1941 года госпиталь был развёрнут на 250 хирургических коек. В октябре 1941 года коечный фонд госпиталя был доведён до 300 хирургических коек. В конце ноября 1941 года по предложению эвакопункта № 41 было выделено 50 коек в отдельном корпусе для больных с открытой формой туберкулёза (в госпитале имелись все условия для лечения туберкулёза лёгких и медицинские кадры, подготовленные к такой деятельности). С декабря 1941 года госпиталь имел 250 хирургических и 50 коек для больных с открытой формой туберкулёза. Уже к январю 1942 года стало очевидно, что 50 коек для больных с туберкулёзом крайне недостаточны, поэтому из общего количества 300 коек, за счёт уменьшения хирургических коек, госпиталь стал увеличивать число коек для больных с туберкулёзом. По распоряжению эвакопункта № 41 и Управления госпиталей ВЦСПС, с 17 февраля 1942 общее количество коек было увеличено до 360 и госпиталь стал принимать кроме больных с туберкулёзом ещё и терапевтических больных из местного гарнизонного госпиталя, для чего были выделены два корпуса. В марте 1942 года осталось только 60 хирургических коек, 150 коек были выделены для больных с туберкулёзом и 150 коек — для терапевтических. С 10 апреля 1942 года число коек в госпитале было сокращено до 270; это было вызвано чрезвычайной скученностью в корпусах (при наличии 360 коек). До 20 июня 1942 года госпиталь продолжал иметь смешанный профиль, но с 20 июня 1942 года по приказанию МЭП и Управления госпиталей ВЦСПС, терапевтические и хирургические больные были переведены в другие госпитали, а госпиталь № 2860 стал обслуживать только больных с туберкулёзом. С 1 января 1943 года число коек было сокращено с 270 до 200, и это количество сохранялось до 1946 года. С июля 1944 года по предложению МЭП 41 госпиталь из общего количества 200 коек выделил в отдельном корпусе 25 коек для больных с костным туберкулёзом.

##### Подчинение эвакуационного госпиталя № 2860
До 15 мая 1945 года был в подчинении Московскому военному округу, с 15 сентября 1945 года по 1 февраля 1946 года — Горьковскому военному округу. В течение всего срока существования эвакогоспиталя его начальником был капитан, впоследствии подполковник медслужбы Гурий Петрович Михалёв.

##### Бытовые условия эвакуационного госпиталя № 2860
Водопровод и канализация были подведены ко всем корпусам, отопление во всех спальных корпусах — печное, а в здании бывшей столовой — центральное. Освещение электрическое от своей электростанции. Госпиталь имел мощный санпропускник и дезинфекционную камеру с пропускной способностью до 80 комплектов белья в час. Была прачечная, однако механизмов, облегчающих труд, не имелось. Госпиталь имел свою пекарню, склады и погреба. Госпиталь обслуживался мощным подсобным хозяйством. До мая 1945 года на территории госпиталя имелось шесть бомбо- и газоубежищ общей вместимостью до 500 человек. Санпропускник был приспособлен под обмывочный пункт.

##### Научная и культурно-просветительская деятельность эвакуационного госпиталя № 2860
В первые три года Великой Отечественной войны работа по повышению квалификации среди медперсонала проводилась весьма интенсивно — детально изучалась полевая и общая хирургия, уход за больными, ЛФК и все инструкции ГлавСанУпра. За время Великой Отечественной войны работниками госпиталя написано множество статей для журнала «Фельдшер и акушерка».
В госпитале имелся клуб со зрительным залом на 250 мест и с тремя комнатами: для игр, для тихого чтения и бильярдная. При клубе имелись собственные радиоузел, звуковая киноустановка и библиотека. Музыкальные инструменты в госпитале были различных видов: пианино, три патефона, скрипка, три мандолины, семь гитар, три балалайки, три гармони; были и игры: 4 комплекта шахмат, 8 комплектов шашек, домино — 20 комплектов, разных настольных игр — 15 штук.

## Население
| 1989 | 1999 | 2002  | 2008 | 2009 |
| ---- | ---- | ----- | ---- | ---- |
| 1797 | ↘280 | ↗1107 | ↘330 | ↘296 |
| 2010 | 2011 | 2012  | 2013 |      |
| ↗555 | ↗557 | ↗580  | ↗624 |      |

Национальный состав
В Красной горке проживают татары, русские

## Транспорт
Железнодорожная станция Горбатовка на линии Москва — Нижний Новгород нового направления Транссиба. Посёлок находится в 6 километрах от берега реки Оки, на противоположном берегу которой напротив посёлка находится город Горбатов; отсюда и название станции.

## Ислам
С 2011 года в посёлке действует мечеть.